# كاميرون نوري
كاميرون نوري (بالإنجليزية: Cameron Norrie)‏ هو لاعب كرة مضرب بريطاني، ولد في 23 أغسطس 1995 في جوهانسبرغ في جنوب أفريقيا.

## وصلات خارجية
- كاميرون نوري على موقع رابطة محترفي التنس (الإنجليزية)
- كاميرون نوري على موقع الاتحاد الدولي لكرة المضرب (الإنجليزية)
- كاميرون نوري على موقع كأس ديفيز (الإنجليزية)
- كاميرون نوري على موقع خلاصة التنس.كوم (الإنجليزية)
- كاميرون نوري على موقع إي إس بي إن.كوم (الإنجليزية)